# 임원택
임원택 (林沅澤, 1963년 7월 2일~)은 대한민국의 신학자이며 백석대학교에서 역사신학 교수로 있다.
" 한국복음주의역사신학회 회장을 역임하였고, 한국복음주의신학회 총무를 거쳐 2022년부터 회장을 맡고 있다. 최근 개혁주의생명신학 연구와 실천에 대하여 관심을 많이 가지고 있다.

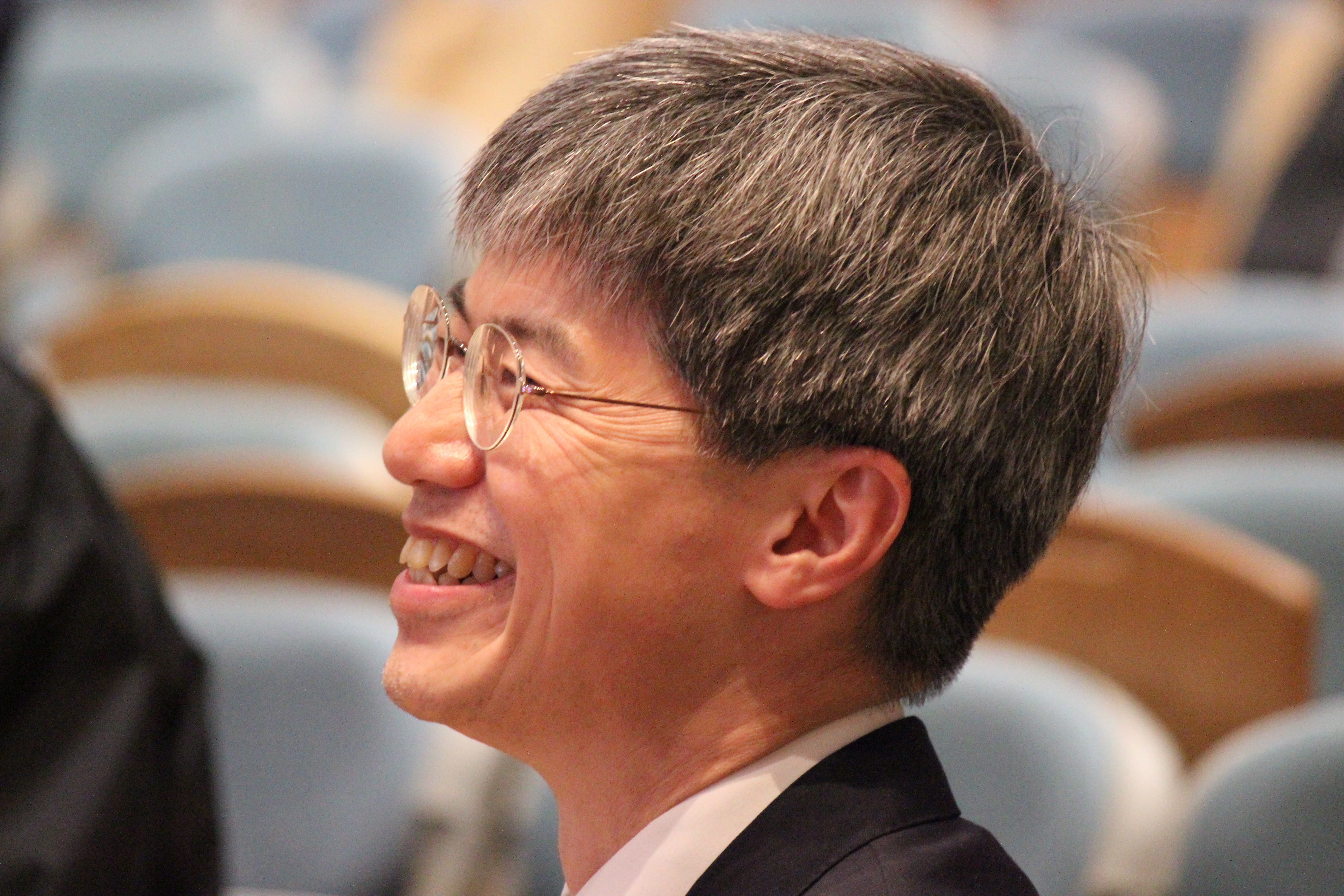
백석대학교 임원택 교수

## 학력사항
- 서울대학교 철학과 (B.A.)
- 총신대학교 신학대학원 (M.Div.)
- Calvin Theological Seminary (Ph.D.)

## 경력
- 백석대학교평생교육신학원 학장 (2021년~현재)
- 대학원 교학본부장 (2019. 9. 1 ~)
- 개혁주의생명신학실천원 개혁주의생명신학연구팀장 (2015년~현재)
- 한국복음주의신학회 부회장 (2018년~현재)
- 백석대학교평생교육신학원 총괄본부장 (2015년~2021년)
- 대학원 본부장 (2019. 1. 1. ~ 8. 31)
- 신학대학원장 (2016년~2018년)
- 대학원 교무본부장 (2014년~2016년)
- 개혁주의생명신학실천원 원장 (2013년~2014년)
- 백석정신아카데미(서울) 사무본부장 (2012년)
- 대학원 교무처장 (2007년~2012년)
- 푸른교회 동사목사 (2008년~2014년)
- 개혁주의생명신학회 회장 (2016년~2018년)
- 한국복음주의역사신학회 회장 (2010년~2012년)
- 대한예수교장로회 경안노회 노회장 (2020년~2021년)
- 총신대학교 신학대학원 강사 (2000년 가을)
- 웨스트민스터신학대학원대학교 강사 (2000년 가을)
- 국제신학대학원대학교 강사 (2000년 여름)

## 연구실적

### 학위논문
- Won Taek Lim, “The Covenant Theology of Francis Roberts” (Ph.D. diss., Calvin Theological Seminary, 2000).
- “韓國長老敎會의 信仰告白 硏究” (M.Div. 학위논문, 총신대학교 신학대학원, 1989).

## 저서
- 「역사의 거울 앞에서」 (서울: 수풀, 2008; 서울: UCN Academic, 2012; 개정판, 서울: 산책길, 2019).
- 「논문작성법」 (서울: 대서, 2015).
- The Covenant Theology of Francis Roberts (Cheonan: King & Kingdom, 2002).
- 『한국의 신학자들』 1, 편집 안명준 (서울: 아벨서원, 2021) (공저)

## 역서
- Ernest F. Kevan, 「율법, 그 황홀한 은혜」 (서울: 수풀, 2006).

## 집필서
- 백석학원 40년사 편찬위원회, 「백석학원 40년사」 (서울: 백석학원 40년사 편찬위원회, 2016).

## 논문
- “프란시스 로버츠의 언약신학,” 「역사신학 논총」 2 (2000): 157-175.
- “종교개혁의 필연성: 교회 하나됨에 대한 칼빈의 가르침을 중심으로,” 「개혁신학」 11 (2001): 171-195.
- “교회의 거룩함과 하나됨에 대한 아우구스티누스의 교리: 도나투스파 논쟁을 중심으로,” 「역사신학 논총」 3 (2001): 295-311.
- “종교개혁의 필연성: 중세말 로마 가톨릭 신앙의 잘못된 관행들에 대한 칼빈의 지적을 중심으로,” 「기독신학저널」 2 (2002): 171-195.
- “아우구스티누스의 예정론,” 「역사신학 논총」 4 (2002): 143-165.
- “이레니우스의 신론,” 「역사신학 논총」 5 (2003): 53-74.
- “토마스 아퀴나스의 하나님 존재 증명,” 「백석저널」 3 (2003): 209-229.
- “17세기 영국의 도덕법 논쟁,” 「역사신학 논총」 7 (2004): 43-72.
- “17세기 영국 청교도의 도덕법 논쟁: 반율법주의 논쟁을 중심으로,” 「성곡논총」 35/상 (2004): 355-402.
- “목회자 칼빈,” 「기독신학저널」 6 (2004): 101-134.
- “역사신학적 관점에서 본 장로교의 예배모범,” 「장로교회와 신학」 2 (2005): 165-198.
- “교회 분열에 대한 죤 오우언의 이해,” 「역사신학 논총」 10 (2005): 109-135.
- “청교도와 칼빈주의,” 「진리논단」 12 (2005): 91-111.
- “청교도 영성과 부흥 운동,” 「기독신학저널」 10 (2006): 97-129.
- “깔뱅의 경건 이해,” 「기독신학저널」 11 (2006): 171-198.
- “대한 예수교 장로회의 12신조,” 「기독신학저널」 13 (2007 가을): 115-140.
- “교회 독립에 대한 리처드 니버의 견해: 「세상을 거스르는 교회」에 실린 그의 글을 중심으로,” 「역사신학 논총」 16 (2008): 103-124.
- “교회의 하나임에 대한 키프리아누스의 이해: 노바티아누스 분파 논쟁을 중심으로,” 「역사신학 논총」 17 (2009): 212-243.
- “칼빈의 신학 이해,” 「백석신학저널」 17 (2009 가을): 105-130.
- “경건으로서의 영성,” 목회와신학 편집부 편, 「기독교와 영성」, 목회와신학 총서 2 (서울: 두란노아카데미, 2010), 196-206.
- “한국 교회는 다시 ‘오직 성경’이다,” 목회와신학 편집부 편, 「교회론」, 목회와신학 총서 9 (서울: 두란노아카데미, 2012), 158-170.
- “칼빈의 후계자, 베자,” 고신대학교 개혁주의학술원 편, 「칼빈과 종교개혁가들」, 개혁주의 신학과 신앙 총서 6 (부산: 고신대학교 개혁주의학술원, 2012), 69-84.
- “최근 미국 복음주의 운동의 동향: 「복음주의 선언」 (2008)을 중심으로,” 「역사신학 논총」 22 (2011): 91-126 [공동저자: 김용국].
- “‘신학은 학문이 아니다’: 역사신학적 고찰,” 「생명과 말씀」 6 (2012): 57-95.
- “‘Theology Is Not a Mere Academic Discipline’: A Consideration from the Perspective of Historical Theology,” Life and Word 6 (2012): 67-107.
- “한국교회와 청교도 설교,” 「복음과 실천신학」 28 (2013): 65-94.
- “Biblical Interpretation and Doctrinal Formulation in John Flavel’s Works,” in Biblical Interpretation and Doctrinal Formulation in the Reformed Tradition: Essays in Honor of James A. De Jong, ed. Arie C. Leder and Richard A. Muller (Grand Rapids, MI: Reformed Heritage Books, 2014), 209-229.
- “John Flavel의 성경 해석과 한국교회 설교,” 「복음과 실천신학」 33 (2014): 164-193.
- “개혁주의생명신학 관점에서 본 청교도 설교,” 「백석신학저널」 27 (2014): 67-95.
- “잉글랜드의 사도 바울, 휴 라티며,” 고신대학교 개혁주의학술원 편, 「칼빈시대 영국의 종교개혁가들」, 개혁주의 신학과 신앙 총서 9 (부산: 개혁주의학술원, 2015), 92-117.
- “백석학원 40년: 회고와 전망,” 「백석신학저널」 31 (2016): 45-92.
- “오직 성경,” 「백석신학저널」 33 (2017): 27-49.
- “멜랑흐톤의 예정론,” 「성경과 신학」 92 (2019): 123-150.
- “한국교회 예배와 십계명 활용,” 「복음과 실천신학」 53 (2019): 165-192.
- “장종현 박사의 생애와 개혁주의생명신학,” 「백석신학저널」 40 (2021): 9-41.

## 신학
하나님의 계시인 성경에 대하여 그는 성령 하나님은 성경을 통해 말씀하신다며 '오직 성경'을 강조했다. 그는 "중세교회가 성경보다 전통을 우위에 둔 것이 문제라면, 오늘날 우리는 성경보다 자신이 배우고 익힌 신학과 교리를 우위에 두는 것이 문제"라며 "성경은 하나님의 계시로 온전히 믿고 선포해야 한다"고 강조했다.

## 같이 보기
- 한국복음주의신학회
- 한국개혁신학회
- 한국개혁신학회
- 한국복음주의역사신학회
- 한국장로교신학회
- 종교개혁500주년기념일
- 한국의 신학자 목록
- 개혁신학자